# Yamaha Corporation

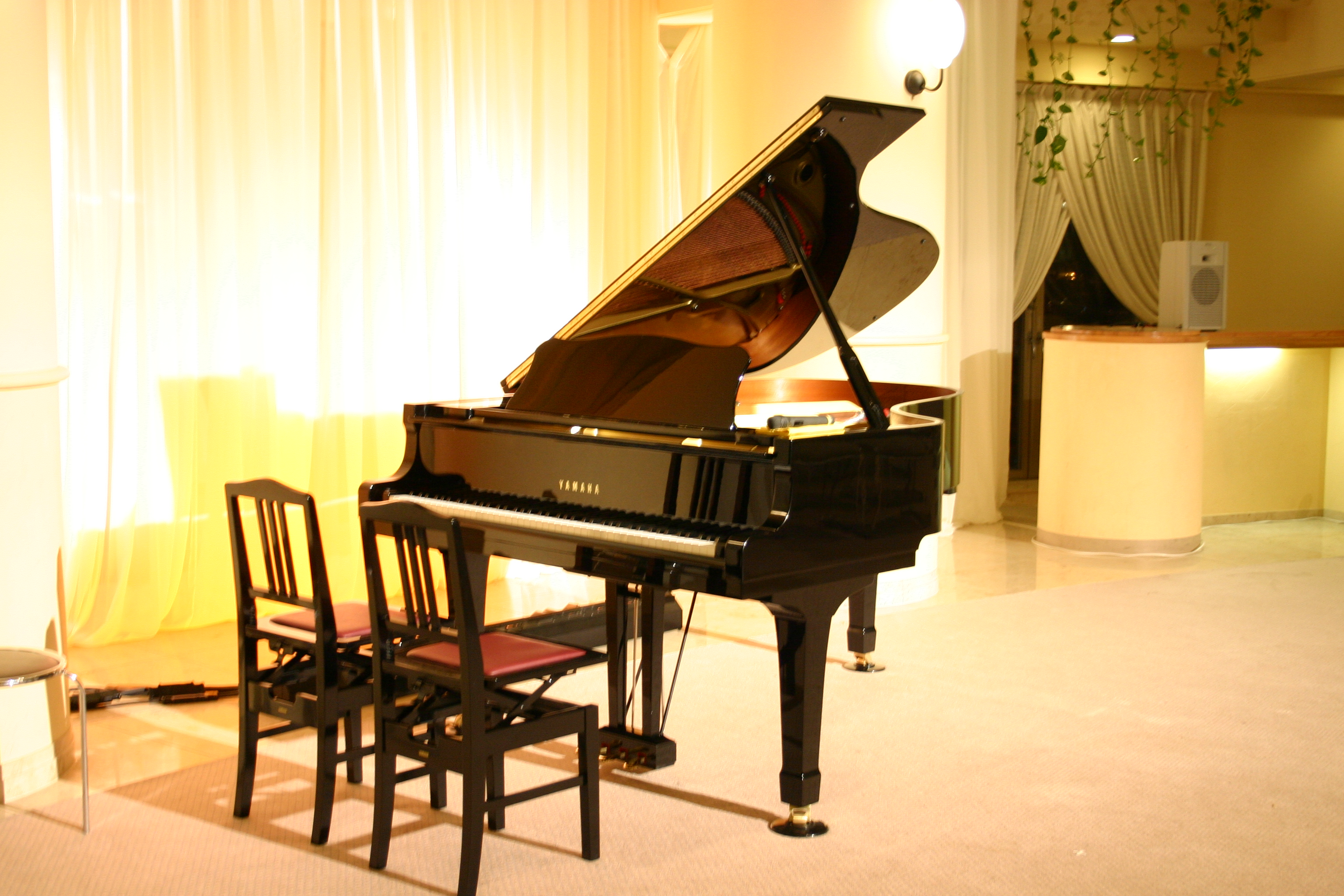
Yamaha-flygelpiano

Yamaha Corporation är ett japanskt multinationellt företag som bland annat tillverkar musikinstrument och hemelektronik såsom stereoanläggningar.

## Historia
Yamaha grundades 1887 av Torakusu Yamaha, då under namnet Yamaha Organ Manufacturing Company. Inom ett decennium hade verksamheten ökat kraftigt, och 1897 blev företaget känt under namnet Nippon Gakki. Under första halvan av 1900-talet etablerade sig Nippon Gakki som en av Japans ledande orgel- och pianotillverkare.
Man har genom senare delen av 1900-talet skapat flera legendariska synthesizers. Bland annat DX-7 den revolutionerande digitala synthen med FM-teknologi (frekvensmodulering).
Företaget bytte namn till det nuvarande Yamaha Corporation 1987, 100 år efter grundandet.

## Instrumenttillverkare
Yamaha är känt som tillverkare av hel- eller halvaukustiska klassiska nylon- eller stålsträngade gitarrer, elgitarrer, pianon, flyglar, synthesizers och diverse blåsinstrument. De tillverkar även trummor varav en av de mer kända modellerna är Yamaha 9000, vilken användes av bland andra Dave Weckl under 1990-talet.

## Yamaha Motor Company
Under efterkrigstiden ledde behovet av allsidighet till att företaget började med motorcykelsproduktion år 1955. Yamaha är nu världens andra största företag vad gäller tillverkning av båtmotorer. De inriktade sig först i 2-taktstekniken men tillverkar nu alla sina motorer som 4-taktsmotorer.
En av Yamahas motorer har världsrekordet i bränslesnålhet.